# 全日本アカペラ連盟
一般社団法人 全日本アカペラ連盟（ぜんにほん アカペラれんめい）は、日本のアカペラの発展を目標として発足した団体である。AJAA。

## 概要
- 設立　　2018年[1]
- 所在地　〒244-0805　神奈川県横浜市戸塚区川上町391番地31[2]

### 役員
- 代表理事　須田雅弘（株式会社プラユニ）
- 理事　杉本良太（50Fes代表、株式会社プラユニ代表取締役社長）
- 理事　藤井隆太（A cappella Spirits!創設者）

### 沿革
- 2018年　藤井隆太が設立し代表理事に就く[3]
- 2019年9月「OZEかたしな アカペラファンタジーFES」を初開催[4]

### 協力団体
提携企業
- 毎日コムネット
- 株式会社イベントハーク

公認イベント
- 50Fes（ゴーマルフェス）
- A cappella Spirits!（アカスピ）
- Japan A cappella Movement（JAM）
- 甲州アカペラサミット